# Schistocarpaea
Schistocarpaea é um género botânico pertencente à família Rhamnaceae.